# Louis-Charles Lenoir
Pour les articles homonymes, voir Lenoir.
Louis Charles Lenoir dit Desvaux, né le 15 septembre 1725 à Alençon (Orne), mort le 7 avril 1810 à Saint-Omer (Pas-de-Calais), est un général français de la Révolution et de l’Empire.

## États de service
Il sort en 1752, de l'école royale du génie de Mézières, et il est nommé colonel chef de brigade le 25 mars 1788.
En 1792, il est directeur des fortifications à Saint-Omer, et il conçoit un projet favorable à la navigation de l’Aa, qui reçoit de hautes approbations. Ses talents et ses services lui valent le respect et l’affection des habitants de cette ville.
Il est promu général de brigade le 18 juillet 1793, et inspecteur général des fortifications du corps du génie à Douai. Il est élevé au grade de général de division en 1794.
Il meurt le 7 avril 1810 à Saint-Omer.

## Sources
- (en) « Generals Who Served in the French Army during the Period 1789 - 1814: Eberle to Exelmans »
- Hector Beaurepaire Piers, Biographie de la ville de Saint-Omer, imprimerie J.B. Lemaire, 1835 (lire en ligne), p. 239
- Docteur Robinet, Jean-François Eugène et J. Le Chapelain, Dictionnaire historique et biographique de la révolution et de l'empire, 1789-1815, volume 1, Librairie Historique de la révolution et de l’empire, 900 p. (lire en ligne), p. 632.
- Léon Hennet, Etat militaire de France pour l’année 1793, Siège de la société, Paris, 1903, p. 311.